# Valvasone
Valvasone este o comună din provincia Pordenone, regiunea Friuli-Veneția Giulia, Italia, cu o populație de 2.232 de locuitori și o suprafață de 17.57 km².

## Demografie
Format:Demografia/Valvasone